# Dichterhaus Brückner-Kühner

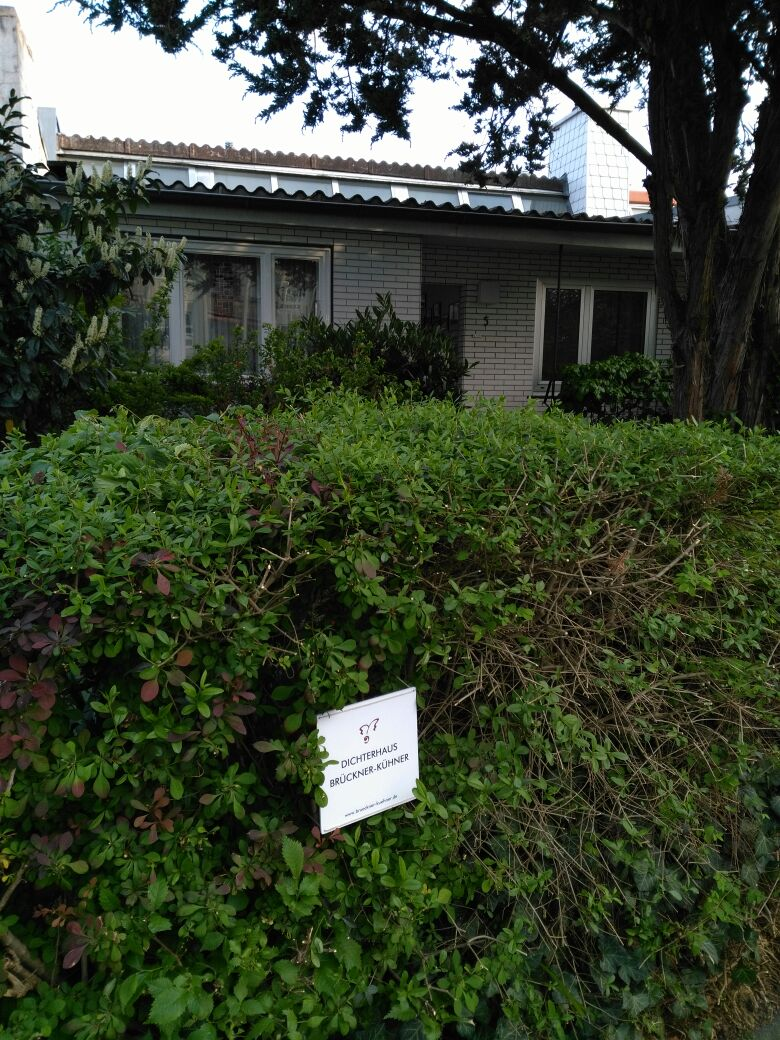
Dichterhaus Brückner-Kühner

Das Dichterhaus Brückner-Kühner in Kassel war das Wohn-, Arbeits- und Gästehaus des Schriftstellerehepaars Christine Brückner und Otto Heinrich Kühner und ist heute ein Schriftstellermuseum.

## Lage und Geschichte
Das kleine Reihenhaus mit eigenem Garten befindet sich in der Kasseler Hans-Böckler-Straße 5. Die Reihenhauswohnsiedlung wurde 1955 erbaut. 1960 wurde Christine Brückner wieder sesshaft in Kassel und erwarb 1965 Haus und Garten. 1967 zog ihr zweiter Ehemann Otto Heinrich Kühner in das Haus in der Kasseler Gartenstadt Auefeld.
Das Dichterhaus unweit von Karlsaue und Schloss Schönfeld wurde von Christine Brückner in vielen autobiographischen Schriften beschrieben. In dem Reihenhaus wurden viele Erzählungen und Romane von Christine Brückner,  u. a. die Poenichen Trilogie und Erzählungen und Grotesken, u. a. der Pummerer von Otto Heinrich Kühner verfasst. 1996 verstarb Christine Brückner in ihrem Haus.
Das Reihenhaus und der dazugehörige Garten wurden nach dem Tod der Schriftsteller im ursprünglichen Zustand belassen.
Das Dichterhaus Brückner-Kühner ist nun ein hessisches Literaturmuseum und Sitz der Stiftung Brückner-Kühner.

## Zitate
Christine Brückner über ihr Dichterhaus:
„Laut Liegenschaftsbuch Nr. 2119, Grundbuch-Band 91, Blatt 2474 des hessischen Katasteramtes Kassel gehören mit 232 Quadratmeter Erde, von denen etwa ein Drittel mit einem eigengenutzten Eigenheim bebaut ist. Weder Zaun noch Mauer trennt es von ähnlichen Grundstücken, nur Buschwerk, Flieder, Rosen, Goldregen. Das meiste blüht ohne mein Zutun; manchmal bleibt jemand stehen, von dem ich annehme, daß er mich beneidet.“
Friedrich Seitz über das Dichterhaus:
„Es sind besonders ihre Rosen im kleinen Garten hinter dem niedrigen Haus an der Hans-Böckler-Str. 5, von denen Christine sich gerne ansprechen lässt: Rosarote, gelbe, weiße, tiefrote Rosen.“

## Gäste
Christine Brückner und Otto Heinrich Kühner führten kein Gästebuch. Doch wurden Gäste aufgefordert einen Fragebogen auszufüllen. Gäste von Christine Brückner und Otto Heinrich Kühner im Dichterhaus waren u. a. Roswitha Aulenkamp, Karl Oskar Blase, Friedrich W. Block, Gerhard Glück, Joachim Günther, Rudolf Hagelstange, Richard Hamann-Mac Lean, Rolf Hochhuth, Viera Janárčeková, Walter Kempowski, Erich Landgrebe, Hermann Lenz, Fritz Lometsch, Heidemarie Sauer, Gunther Tietz.